# یواس‌اس بربری (۱۸۶۴)
یواس‌اس بربری (۱۸۶۴) (به انگلیسی: USS Berberry (1864)) یک کشتی بود که طول آن ۹۹ فوت (۳۰ متر) بود. این کشتی در سال ۱۸۶۴ ساخته شد.